# Уильямс, Рита
Рита Уильямс (англ. Rita Williams; родилась 14 января 1976 года в Норуолке, штат Коннектикут, США) — американская профессиональная баскетболистка, выступавшая в женской национальной баскетбольной ассоциации. Была выбрана на драфте ВНБА 1998 года во втором раунде под общим тринадцатым номером клубом «Вашингтон Мистикс». Играла на позиции разыгрывающего защитника.

## Ранние годы
Рита Уильямс родилась 14 января 1976 года в городе Норуолк (штат Коннектикут), а училась там же в средней школе имени Брайена Макмэна, в которой выступала за местную баскетбольную команду.